# Кантхо (аэропорт)
Международный аэропорт Кантхо (вьет. Sân bay Quốc tế Cần Thơ, ИАТА: VCA, ИКАО: VVCT) — гражданский аэропорт, расположенный в городе Кантхо (дельта Меконга, Вьетнам). Открыт для коммерческих перевозок 1 января 2011 года.
Инфраструктура аэропорта занимает площадь в 20 750 квадратных метров и рассчитана на максимальную пропускную способность в пять миллионов пассажиров в год. Строительство Международного аэропорта Кантхо обошлось бюджету страны в 150 млн долларов США.

## История
В 1965 году, во ходе Вьетнамской войны, на месте будущего аэропорта подразделениями Военно-воздушных сил США был возведён военный аэродром Чанок, в котором вплоть до 1975 года находился штаб 4-й авиадивизии ВВС Республики Вьетнам (VNAF).
Эксплуатация объекта прекратилась в 1975 году, затем аэродром использовался в качестве небольшого регионального аэропорта, обслуживавшего незначительный поток авиационных перевозок города Канхто. С 2006 года аэропорт был существенно расширен и модернизирован, к 2008 году получил статус международного и 1 января 2011 года был открыт для работы коммерческих авиакомпаний. Плановые работы по реконструкции старого аэродрома Чанок начались 4 января 2006 года и состояли из двух последовательных этапов:
- модернизация взлётно-посадочной полосы и расширение её до размеров 2400 х 45 метров и строительство перрона аэровокзала площадью 27 491 м². Бюджет первого этапа составил 23 млн долларов США. После завершения первой части плана реконструкции аэропорт получил возможность принимать средне- и дальнемагистральные лайнеры класса Airbus A320 и Boeing 767;
- возведение здания пассажирского терминала общей площадью 19 000 м², складских помещений грузового терминала, а также других вспомогательных объектов аэропортовой инфраструктуры. Смета расходов по второму этапу составляла в проекте от 25 до 31 млн долларов. По завершении строительных работ и сдаче объектов в эксплуатацию пропускная способность аэропорта составила 2 млн пассажиров в год.

С 2008 до конца 2009 года в ходе дальнейшей модернизации комплекса пропускная способность Международного аэропорта Кантхо выросла до 5 млн пассажиров в год.

## Авиакомпании и пункты назначения
Авиакомпания Vietnam Airlines планирует открыть регулярные пассажирские рейсы из Международного аэропорта Кантхо в Международный аэропорт Дананг, Сингапурский аэропорт Чанги, главный аэропорт Бангкока Суваннапум и в Камбоджу.